# Schwantesia
Schwantesia is een geslacht uit de ijskruidfamilie (Aizoaceae). De soorten uit het geslacht komen voor van in Namibië tot in de Kaapprovincie in Zuid-Afrika.

## Soorten
- Schwantesia acutipetala L.Bolus
- Schwantesia borcherdsii L.Bolus
- Schwantesia constanceae N.Zimm.
- Schwantesia herrei L.Bolus
- Schwantesia loeschiana Tischer
- Schwantesia marlothii L.Bolus
- Schwantesia pillansii L.Bolus
- Schwantesia ruedebuschii Dinter
- Schwantesia speciosa L.Bolus
- Schwantesia triebneri L.Bolus

... · 
Antimima · 
Argyroderma · 
Carpobrotus · 
Disphyma · 
Dorotheanthus · 
Gibbaeum · 
Lapidaria · 
Lithops · 
Mesembryanthemum · 
Sceletium · 
Tetragonia · 
...